# Вічита (округ, Канзас)
Шаблон:StateAbbr_ 38°28′00″ пн. ш. 101°21′00″ зх. д. / 38.4667° пн. ш. 101.35° зх. д.
Округ Вічита (англ. Wichita County) — округ (графство) у штаті Канзас, США. Ідентифікатор округу 20203.

## Історія
Округ утворений 1873 року.

## Демографія
За даними перепису
2000 року
загальне населення округу становило 2531 осіб, усе сільське.
Серед мешканців округу чоловіків було 1293, а жінок — 1238. В окрузі було 967 домогосподарств, 723 родин, які мешкали в 1119 будинках.
Середній розмір родини становив 3,07.

Піраміда розподілу населення за віком

Віковий розподіл населення поданий у таблиці:
| Стать    | До 15 років | 15-21 | 22-29 | 30-39 | 40-49 | 50-65 | 65-85 | Понад 85 |
| -------- | ----------- | ----- | ----- | ----- | ----- | ----- | ----- | -------- |
| Чоловіки | 316         | 110   | 123   | 162   | 202   | 195   | 157   | 28       |
| Жінки    | 275         | 122   | 110   | 152   | 177   | 182   | 170   | 50       |

## Суміжні округи
- Логан — північ
- Скотт — схід
- Карні — південь
- Гамільтон — південний захід
- Грілі — захід
- Воллес — північний захід

## Виноски
1. ↑  U.S. Decennial Census. United States Census Bureau. Архів оригіналу за 19 липня 2018. Процитовано 29 липня 2014.
2. ↑  Historical Census Browser. University of Virginia Library. Архів оригіналу за 11 серпня 2012. Процитовано 29 липня 2014.
3. ↑  Population of Counties by Decennial Census: 1900 to 1990. United States Census Bureau. Архів оригіналу за 5 червня 2019. Процитовано 29 липня 2014.
4. ↑  Census 2000 PHC-T-4. Ranking Tables for Counties: 1990 and 2000 (PDF). United States Census Bureau. Архів оригіналу (PDF) за 18 грудня 2014. Процитовано 29 липня 2014.
5. ↑  State & County QuickFacts. United States Census Bureau. Архів оригіналу за 6 серпня 2011. Процитовано 29 липня 2014.(англ.) Наведено за англійською вікіпедією.
6. ↑  American FactFinder. Бюро перепису населення США. Архів оригіналу за 21 травня 2008. Процитовано 31 січня 2008.

| США | Це незавершена стаття з географії США. Ви можете допомогти проєкту, виправивши або дописавши її. |